# Rehaincourt

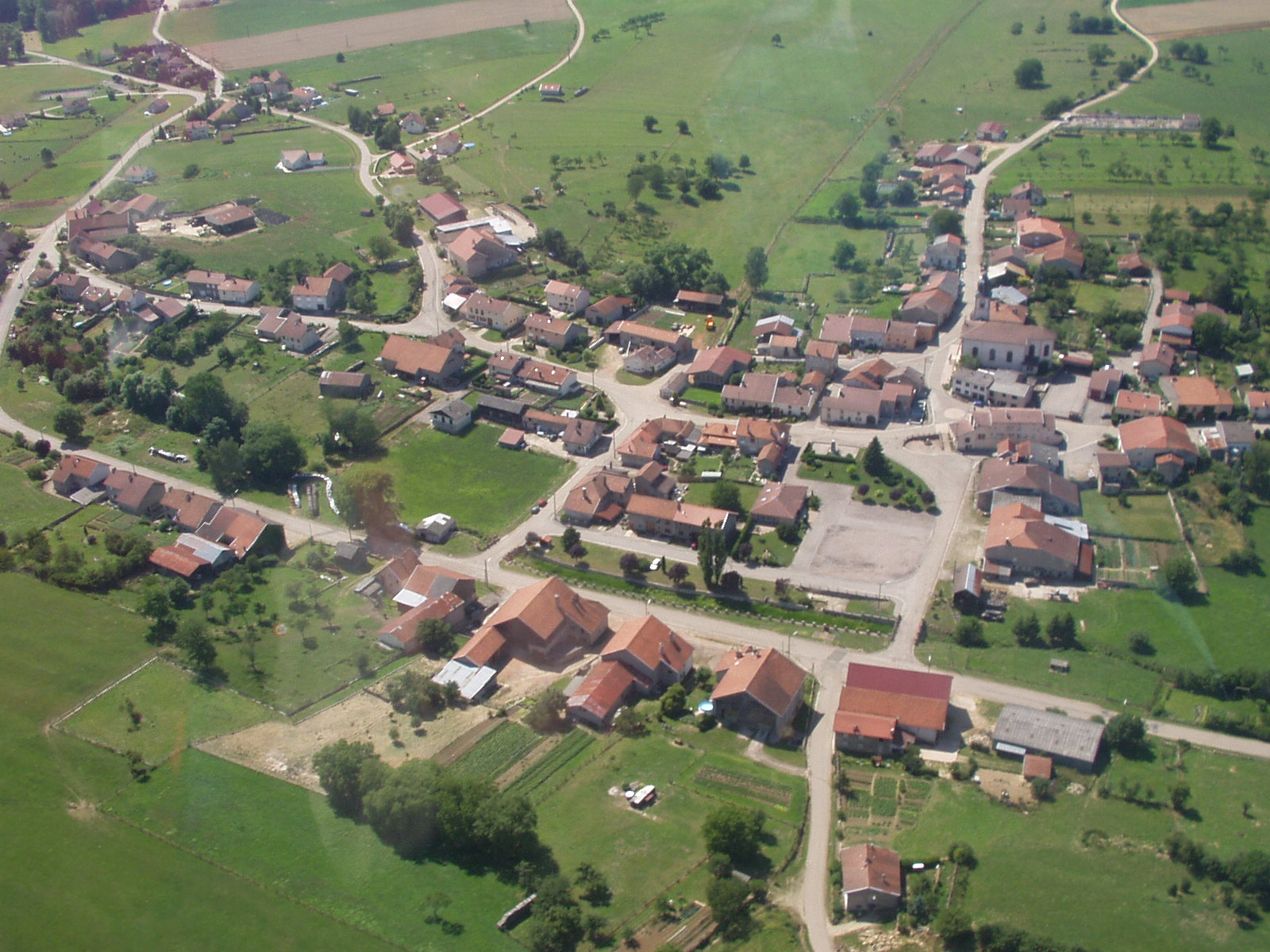
Zdjęcie lotnicze Rehaincourt

Rehaincourt – miejscowość i gmina we Francji, w regionie Grand Est, w departamencie Wogezy.
Według danych na rok 1990 gminę zamieszkiwało 306 osób, a gęstość zaludnienia wynosiła 20 osób/km² (wśród 2335 gmin Lotaryngii Rehaincourt plasuje się na 744. miejscu pod względem liczby ludności, natomiast pod względem powierzchni na miejscu 329.).